# Thagoona
Thagoona är en del av en befolkad plats i Australien. Den ligger i kommunen Ipswich och delstaten Queensland, omkring 43 kilometer sydväst om delstatshuvudstaden Brisbane.
Runt Thagoona är det glesbefolkat, med 19 invånare per kvadratkilometer.. Närmaste större samhälle är Ipswich, omkring 13 kilometer öster om Thagoona. 
I omgivningarna runt Thagoona växer huvudsakligen savannskog. Genomsnittlig årsnederbörd är 1 252 millimeter. Den regnigaste månaden är januari, med i genomsnitt 248 mm nederbörd, och den torraste är oktober, med 34 mm nederbörd.